# كم دونغ جن
كيم دونغ جين (الكورية: 김동진)، من مواليد 29 يناير 1982 في دونغدوتشيون في كوريا الجنوبية، لاعب كرة قدم كوري جنوبي.
بدأ مسيرته الكروية مع نادي سيؤول في عام 2000، ولعب معهم حتى عام 2006، وشارك معهم في 119 مباراة وسجل 13 هدف، ومنذ عام 2006 وهو يلعب مع نادي زينت الروسي.
و قد بدأ باللعب مع منتخب كوريا الجنوبية لكرة القدم في عام 2003.

## روابط خارجية
- كم دونغ جن على موقع الاتحاد الدولي (مؤرشف)  (الإنجليزية)
- كم دونغ جن على موقع دوري كوريا الجنوبية (الإنجليزية)
- كم دونغ جن على موقع قاعدة بيانات كرة القدم.إي يو (الإنجليزية)
- كم دونغ جن على موقع ليكيب (الفرنسية)
- كم دونغ جن على موقع ناشيونال فوتبول تيمز (الإنجليزية)
- كم دونغ جن على موقع Soccerway.com (الإنجليزية)
- كم دونغ جن على موقع عالم كرة القدم.نت (الإنجليزية)
- كم دونغ جن على موقع أوليمبيديا (الإنجليزية)